# 글로리아 그레이엄
글로리아 그레이엄 홀워드(영어: Gloria Grahame Hallward, 1923년 11월 28일 ~ 1981년 10월 5일)은 미국의 배우, 가수이다. 빈센트 미넬리 감독의 1952년 영화 《배드 앤 뷰티》를 통해 아카데미 여우조연상을 수상했다.

## 출연 작품
- 멋진 인생 (1946)
- 십자포화 (1947) - 지니 트레메인 역
- 지상 최대의 쇼 (1952)
- 서든 피어 (1952)
- 배드 앤 뷰티 (1952) - 로즈메리 바틀로 역
- 맨 온 어 타이트로프 (1953)
- 빅 히트 (1953)
- 인간의 욕망 (1954)
- 오클라호마! (1955)